# Huwei
Huwei (kinesiska: 虎威) är en köping i sydvästra Kina. Den ligger i Fengdu härad i storstadsområdet Chongqing omkring 110 kilometer öster om det centrala stadsdistriktet Yuzhong. Antalet invånare är 16 951. Befolkningen består av 8 580 kvinnor och 8 371 män. Barn under 15 år utgör 21,0 %, vuxna 15-64 år 62 %, och äldre över 65 år 16,0 %.